# Lac des Pygargues
Lac des Pygargues är en sjö i Kanada.   Den ligger i regionen Nord-du-Québec och provinsen Québec, i den östra delen av landet, 700 km norr om huvudstaden Ottawa. Lac des Pygargues ligger 332 meter över havet. Arean är 13,5 kvadratkilometer. Den sträcker sig 7,1 kilometer i nord-sydlig riktning, och 7,0 kilometer i öst-västlig riktning.
Omgivningarna runt Lac des Pygargues är i huvudsak ett öppet busklandskap. Trakten runt Lac des Pygargues är nära nog obefolkad, med mindre än två invånare per kvadratkilometer.